# Tail of Hope
〈Tail of Hope〉는 대한민국 여자 가수 보아가 일본에서 발매하는 33번째 싱글이다. CD반과 CD+DVD반(한정판, 통상반), 그리고 SOUL(보아의 일본 정식 팬클럽) 숍 한정반 Type A/B 4가지 버전으로 발매된다. 이 싱글은 일본에서 2013년 6월 26일 발매되었다. 

## 설명
- 타이틀곡인 'Tail of Hope'는 토카이 TV·후지 TV계 드라마 「백의의 눈물」 오프닝 테마로 사용되었다.
- 커플링곡인 'Baby You...'는 2013년 1월 대한민국 첫번째 단독콘서트였던 'BoA SPECIAL LIVE 2013 ~Here I Am~' 개최기념으로 발매한 디지털 싱글 '그런 너'의 번안곡이다.
- 'Tail of Hope'의 뮤직비디오는 사이판에서 촬영되었다.

## 수록곡
CD
1. Tail of Hope (3:48)
  - 작사 : Sara Sakurai / 작곡 : Claire Rodrigues/Daniel Sherman/Andrew Gilbert
  - 토카이 TV·후지 TV계 드라마 「백의의 눈물」 오프닝 테마
2. Baby You... (3:17)
  - 작사 : BoA / 작곡 : BoA / 일본어 작사 : Sara Sakurai
3. Only One INST (3:48)
4. The Shadow INST (3:17)

DVD
1. Tail of Hope Music Video
2. Baby You...(Korean Ver.) Music Video
3. Tail of Hope Making Clip

## 차트
| 차트                    | 최고순위 | 판매량 | 주차 |
| ----------------------- | -------- | ------ | ---- |
| 오리콘 위클리 싱글 차트 | 12       |        | 3    |